# 事件視界望遠鏡
事件視界望遠鏡（英語：Event Horizon Telescope）是一個以觀測星系中央超大質量黑洞為主要目標的計畫。該計劃以甚長基線干涉技術（VLBI）結合世界各地的電波望遠鏡，使許多相隔數千公里的獨立天線能互相協調、同時觀測同一目標並記錄下數據，形成一口徑等效於地球直徑的虛擬望遠鏡，將望遠鏡的角解析力提升至足以觀測事件視界尺度結構的程度。期望藉此檢驗愛因斯坦廣義相對論在黑洞附近的強重力場下是否會產生偏差、研究黑洞的吸積盤及噴流、探討事件視界存在與否，並發展基本黑洞物理學。
的觀測目標主要為位於南半天球、銀河系中央的超大質量黑洞人馬座A*以及位於北天球的橢圓星系室女A星系中央的超大質量黑洞M87*。其中人馬座A*在地球天空中佔的盤面較大，而Ｍ87的黑洞則以擁有一道長達5,000光年的噴流為著名特色。為了看透銀河盤面及圍繞在黑洞周圍的物質，將觀測波長設定於1.33毫米，並預計於未來提升至能更精細觀測的0.87毫米。由於連線觀測產生的數據量將大到無法使用網際網路傳輸，各觀測台會於觀測後將儲滿數據的硬碟郵寄至美國馬薩諸塞州的海斯塔克天文台，交由超級電腦運算，並合成單一影像。根據電腦模擬，環繞黑洞的物質發出的光將被黑洞自身質量產生的重力透鏡效應彎曲，在黑洞周圍形成一光環，而光環中央襯托出的圓形剪影便是黑洞的輪廓，也就是事件視界。
2012年，天文學家於美國亞利桑那州首次正式舉辦會議，確立計畫的科學目標、技術計畫和組織架構等。觀測則始於更早的2006年，當時已有三座望遠鏡使用技術進行連線觀測。多年下來，逐漸從一個鬆散、資金不足的團隊，成長為30多所來自12個國家的大學、天文觀測站等研究單位與政府機構參與的國際合作組織。2017年EHT合作協議正式簽署。2017年4月首次進行為期十天的全球連線觀測，觀測目標為人馬座A*及M87*（後者為室女A星系中心黑洞的簡稱）。此次觀測也第一次納入位於智利的阿塔卡瑪大型毫米及次毫米波陣列、南極點的南極望遠鏡等成員。其中為一關鍵成員，它的加入將的靈敏度提高了十倍。天文學家希望於此次觀測中攝得第一張黑洞剪影的影像。
2019年4月10日，事件视界望远镜合作组织在全球六地（布鲁塞尔、圣地亚哥、上海、台北、东京和华盛顿）通过协调以英语、西班牙语、汉语和日语四种语言召开全球新闻发布会，发布了于2017年4月11日拍摄位于室女A星系中心的M87*黑洞影像。
2022年5月12日，事件視界望遠鏡合作組織在全球七地（慕尼黑、聖地牙哥、上海、台北、東京、華盛頓及墨西哥市）發布了拍攝位於銀河系中心的人馬座A*黑洞影像，證實了銀河系中心為直徑約6,000萬公里的黑洞，此為人類第2次成功捕捉黑洞影像，其和前次公布的黑洞觀測是同時進行的。

## 緣起
廣義相對論預測了黑洞的存在，天文學家也已觀測到宇宙中存在質量極大的緻密天體，然而目前尚無法確定其即為黑洞。另外，雖然黑洞已是個被科學界與人們廣為接受的概念，其性質及引發諸多現象的機制也仍待釐清。事件視界望遠鏡即是在此一背景下開始的計畫。有別於其他研究黑洞的方法，如透過重力波觀測、分析其周圍繞行恆星的行為等，的目標為直接取得事件視界尺度的影像進行分析。

### 檢驗廣義相對論
廣義相對論發表至今成功預測過許多牛頓力學範疇外的現象，也已在地球上及太陽系內等弱重力場下通過嚴謹的檢驗。然欲判斷廣義相對論是否為正確的重力理論，仍待強重力場下的檢驗。即使目前已藉一些繞行軌道非常靠近黑洞的恆星精確計算出黑洞的質量，那裡仍屬於弱重力場。高頻率技術能將觀測推展到重力場極強的超大質量黑洞邊緣、事件視界尺度的結構，因此可直接測試廣義相對論涉及到強重力場方面的論述:35。

### 事件視界

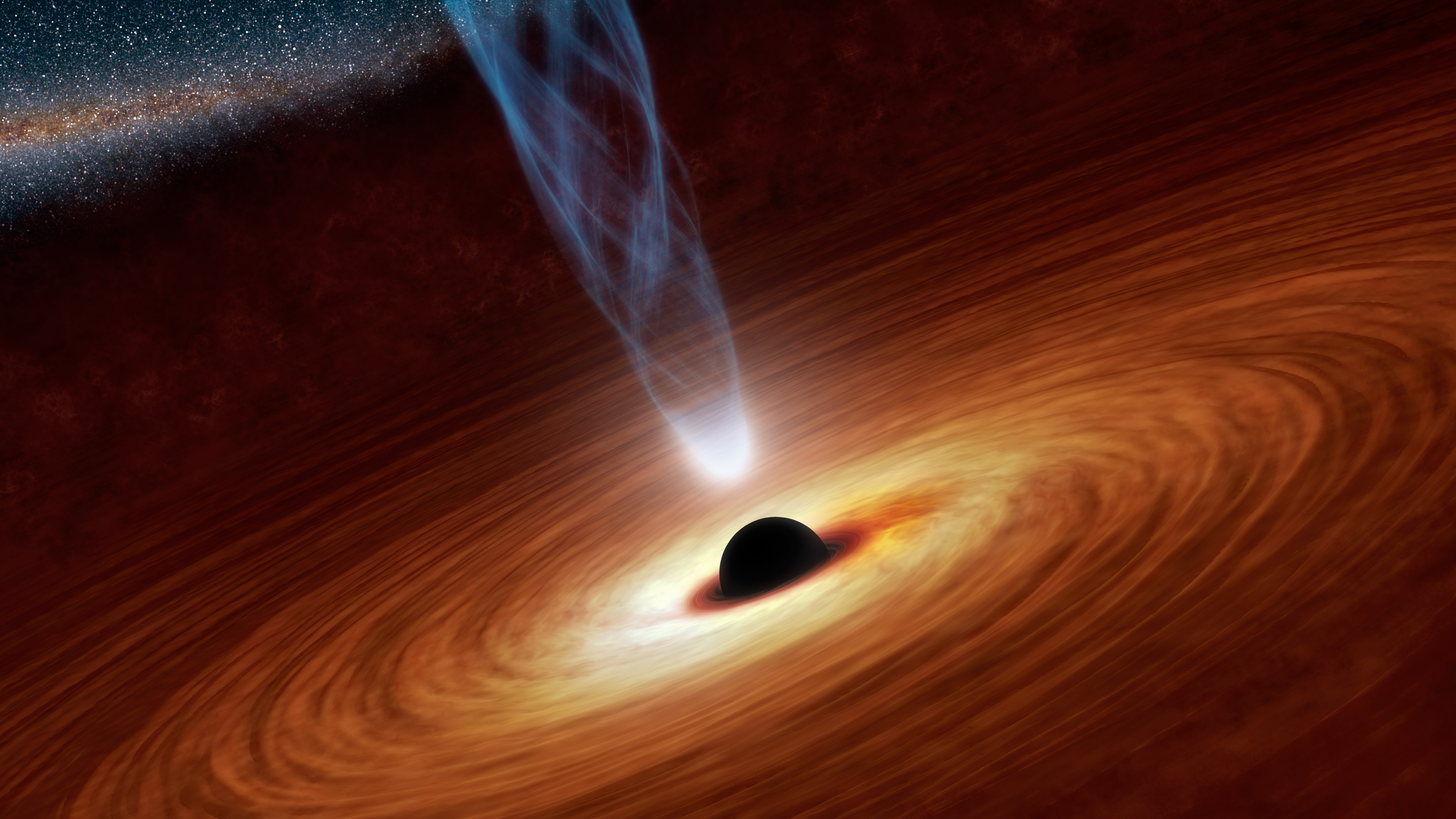
藝術家筆下黑洞的概念圖。周圍環繞黑洞的盤狀物質即為吸積盤、上方條狀物為噴流。該圖未考慮黑洞自身造成的重力透鏡效應對影像的影響。

事件視界的存在與否是團隊欲探討的議題之一。理論上，事件視界為黑洞周圍一個球形的時空界線，也是量子力學與廣義相對論矛盾的展現：根據量子力學，时间演化算子可逆，每个过程都存在着逆过程，通过系统当前时刻的状态可以唯一地确定其在先前时刻的状态。然而，廣義相對論以空間曲率詮釋重力并預言了黑洞的存在，根据广义相对论，落入黑洞的粒子携带的信息将永远丢失。这表明不同的初态可以演化为相同的末态，演化算子的逆不存在。此即黑洞資訊悖論:35。以人馬座A*來說，如果它沒有事件視界，則周圍環繞它的物質將會加熱天體表面，使其輻射出的黑體光譜在近紅外光出現峰值。然而實際觀測到並無此現象。直接觀測輻射區域的結構將能解決這個問題。

### 黑洞吸積盤
黑洞強大的重力會將附近的物質拉向自己，那些物質將繞著黑洞打轉、最終落入其中。這個過程被稱為吸積，物質在繞行時形成的盤狀結構則為吸積盤。天文學家尚不清楚吸積的詳細過程，如氣體如何從外側向內遷入、掉進黑洞，以及帶電粒子在吸積流中產生的磁場如何影響氣流的行為。吸積盤上也不時會出現如太陽閃焰般的亮點，使觀測到的亮度產生變化。追蹤亮點的變化可以描繪出黑洞周圍時空的情況:35-41。

### 黑洞噴流
黑洞噴流為超大質量黑洞產生擁有超高準直性的超相對論性噴流。噴流的構成物質以接近平行的束狀氣流型態強力射出，並以近乎光速的速度跨越了數個星系的距離。其成因推測和黑洞強力的磁場有關，然欲判斷確切原因與其構成物質仍待更多觀測數據出爐:36。

## 實驗設計

### 觀測目標

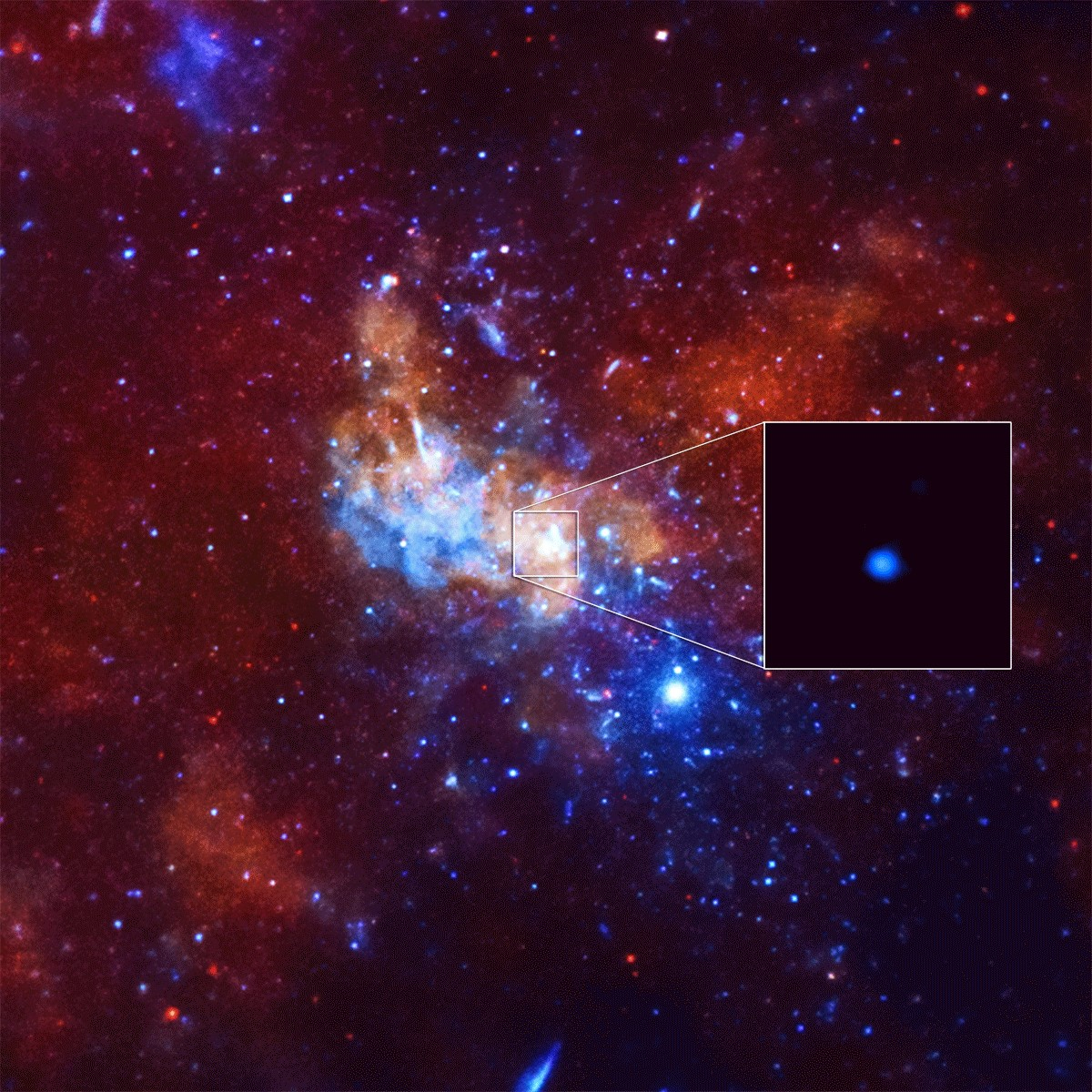
以X射線波段觀測的人馬座A*

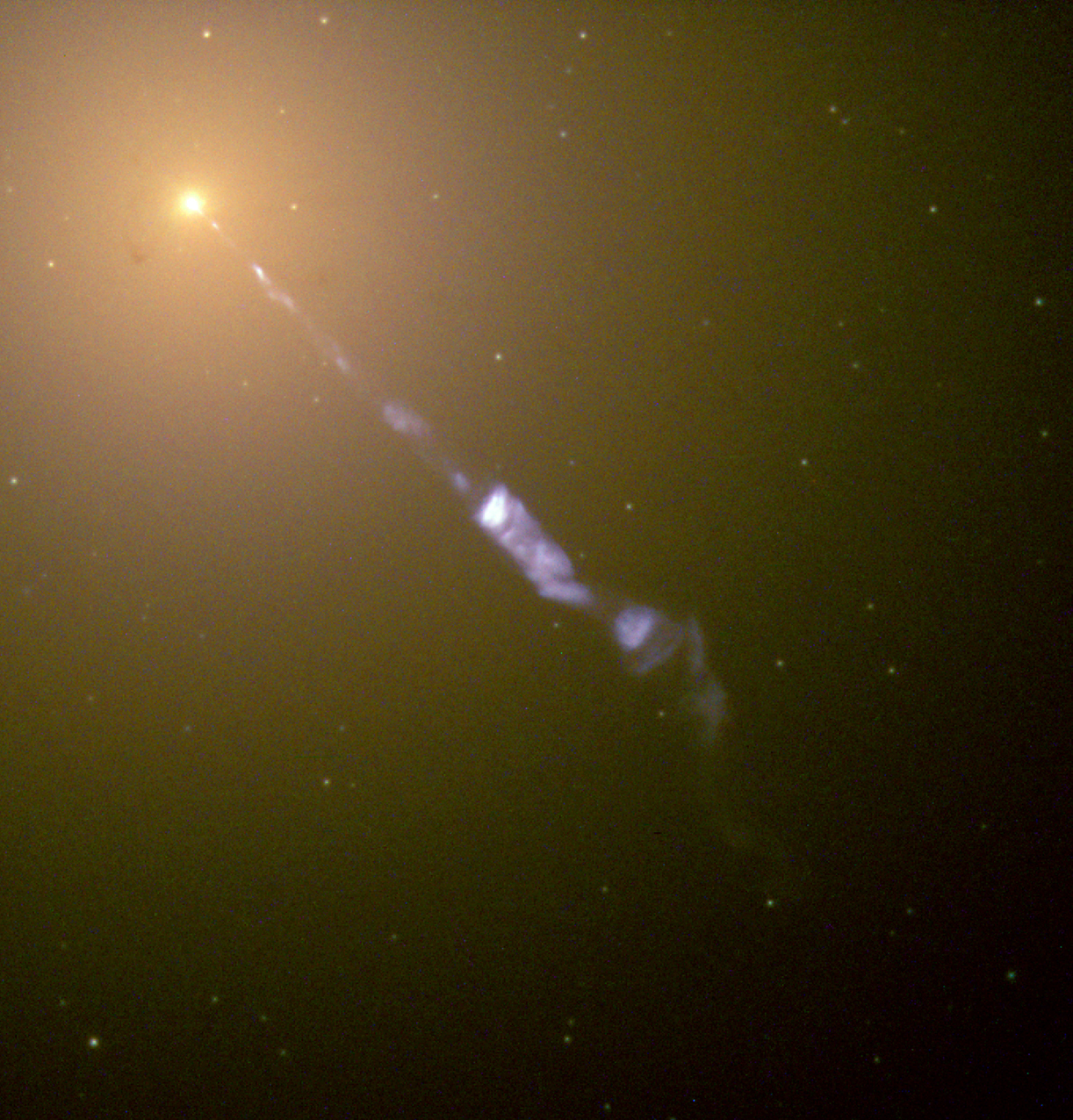
由哈伯太空望遠鏡所拍攝不同波段合成的M87星系影像，可見在紅外線波段下觀測到的巨大噴流

- 人馬座A*

離地球最近的大質量黑洞為距離地球約26,000光年、位於銀河系中央的超大質量黑洞人馬座A*，其具有約四百萬太陽質量、30倍太陽體積，為已知黑洞中佔天空視面積最大的一個。然而，即使其觀測大小已因自身重力產生的重力透鏡效應而放大了兩倍以上，它的事件視界看起來仍僅有55微角秒，相當於從地球看一顆放在月球上的小籠包:82:37。位於南半天球。
- M87

室女A星系（M87）中心的黑洞為另一個理想的觀測目標。的黑洞距離地球5,500萬光年，估計擁有64億倍太陽質量，因此在天空中看起來只比人馬座A*小一些。它擁有一道橫跨5,000光年的噴流，若能辨識出噴發的起點，可讓理論學家更了解超相對論性噴發物的性質。觀測相對人馬座A*有許多優點，如：位在北半球的天空，使它有更多現成的天文台可進行觀測；質量為人馬座A*的2,000倍，因此動態變化時間較長，較易取得進行中事件的影像；並且，觀測的黑洞較不會受其星系盤面的物質影響:41。
- 活躍星系核

活躍星系核（AGN）為具有高紅移、在部分至全部波段輻射出強烈電磁波的遙遠天體。的高角解析度適合研究AGN細部結構，且觀測波長可以看得更深入噴流內部、研究其準直性，高頻寬則適合測量噴射源的高旋轉量。這方面的觀測能力目前只有俄羅斯的太空望遠鏡Spektr-R可能超過，且是在前者以最高頻率（22吉赫）、單一方向觀測的情況下才會發生。

### 觀測波長
因地球與人馬座A*皆位於銀河盤面上，為避免橫亙之間的星際氣體及黑洞周遭墜落物質影響觀測，必須使用不同於傳統VLBI的1毫米以下波長。然地球大氣中的水氣會吸收短波長的電磁波，解決方法便是將觀測站擺在乾燥高地，如位於智利阿塔卡瑪沙漠的阿塔卡瑪大型毫米及次毫米波陣列與位於南極洲的南極望遠鏡（SPT）等。但天氣糟時仍會連大氣層都看不出去。最後觀測波長設定在1.33與0.87毫米。在該波長下，銀河幾乎是透明的:82:37。而在該波長下欲達到足以觀測事件視界的角解析力，所對應的望遠鏡口徑為幾千公里，因此必須倚靠VLBI技術達成目標:38。

### VLBI與數據處理
天文學家利用甚長基線干涉儀（VLBI）技術整合世界各地的電波望遠鏡，使它們能同時觀測同一目標，產生能整合為單一影像的數據。其角解析度由{\displaystyle \textstyle {\frac {\lambda }{B}}}決定，其中{\displaystyle \lambda }為觀測波長、{\displaystyle B}為天線之間的投影距離。兩者比值越小，角解析力越高。技術在電波天文學領域很普遍，然而一般沒有事件視界望遠鏡規模大，不但望遠鏡數量多、分布也廣。
由於每個天文台得到的資料量都非常龐大，無法使用網路傳輸，而需使用硬碟儲存，於觀測完畢之後郵寄出去。有些天文台一開始使用常規硬碟儲存數據，然而觀測台多位於高地，常規硬碟常因氣壓過低而無法運作。如位於墨西哥內格拉火山頂（海拔4,580公尺）的大型毫米波望遠鏡，原本裝備的32個常規硬碟中就有28個無法運作。望遠鏡改裝備氦氣封裝硬碟（Helium-Filled Hard Drives）後，不但因其密封環境不會受氣壓影響，能儲存的資料量也從4TB提升至8TB。硬碟的效能對於能否順利運作至關重要，因為當望遠鏡觀測時，其每秒產生的數據量是以百億位元為單位計算的。一次普通的五天觀測期間，每座望遠鏡會搜集約500TB的數據，整個陣列產生的數據約7PB，將裝滿1000至2000個硬碟。收集到硬碟上的數據必須從各個望遠鏡透過飛機運送到位於美國馬薩諸塞州的MIT海斯塔克天文台以及位於德國波恩的馬克斯普朗克電波天文研究所。
在那裡，資料將會用約800個由40 Gbit/s網路連結的CPU組成的相關器（Correlator）——具有專門用途的超級電腦——交叉比對並分析，將各天文台以時間標記的電波信號整合起來。這800個CPU結合其專用的特殊成像軟體後，將數據轉化為單一影像，因此也被稱為「矽透鏡」（Silicon Lens）——用數據而非光去生成影像的「透鏡」。這些數據分開看將只會是來自黑洞的雜訊，只有結合各地的數據才能使它們產生科學用途。其產生的影像解析度將相當於使用地球口徑的望遠鏡所拍攝的。
成像技術對使用VLBI技術的陣列而言非常重要。通常陣列收集到能用來進行傅立葉變換的數據相對少，因此僅能使用有限數據和已知限制重建圖像，並從多個符合數據的圖像中篩選出失真程度最低的。電波干涉儀數據的標準成像演算法為CLEAN，該演算法已成功在低頻率的情況下產生足夠質量的干涉圖像。但的觀測站分佈地很散，資料覆蓋率低，並不適合使用，而是使用了進行可見光干涉觀測的社群發展的新演算法。

### 建立模型與電腦模擬
黑洞本身是很單純的物體，根據無毛定理，只要質量、電荷、自轉三個參數便能完整描述其特性:83。複雜的是黑洞周遭的環境，有許多數據上顯示的特徵細節是由環繞黑洞的物質所決定。理論天文物理學家根據廣義相對論建立了數學模型與電腦模擬。依愛因斯坦方程式預測，望遠鏡將觀測到近乎圓形的黑洞剪影，也就是事件視界旁明亮外緣與幽暗內緣所形成的對比。看上去將如黑色的背景繞上了一圈流光。若人馬座A*擁有事件視界，但剪影形狀或大小偏離預測，就代表廣義相對論需要修正:82-85。

## 建置過程

### 籌備會議
2012年初，來自世界各地的天文學家在美國亞利桑那州土桑市第一次舉行會議，確定組成一個團隊，籌劃聯繫全球的電波望遠鏡以觀測黑洞的事件視界，並將該計畫定名為「事件視界望遠鏡」。大多數相關望遠鏡設施都有代表參與會議，不過尚未確定組織分工和資金來源等細節。當時已有三架分別位於美國加州、亞利桑那州和夏威夷的望遠鏡完成連線，以1.3毫米的波長觀測了幾年，並取得銀河系中心模糊的影像，判定其具有黑洞的特徵。天文學家們希望能將波長降至0.83毫米、並與更多望遠鏡連線以擴展基線，提高角解析度。當時全球具有以差不多波長觀測的能力、或調整起來相對容易的望遠鏡數量約有一打。科學家估計需要花幾百萬美元進行升級、調整一些望遠鏡的儀器。ALMA的66架電波碟形天線將會是計畫的關鍵之一，它的加入將大幅提升基線。在海斯塔克天文台的研究人員已從美國國家科學基金會獲得400萬美元的資助，用以幫裝備設備，預計將於2015年加入全球陣列。科學家也希望能將南極望遠鏡升級後納入陣列之中。團隊預計在2012年夏天建立諒解備忘錄（MOU），但在此之前的測試等工作仍會在相對非正式的安排下進行。

### 前置作業

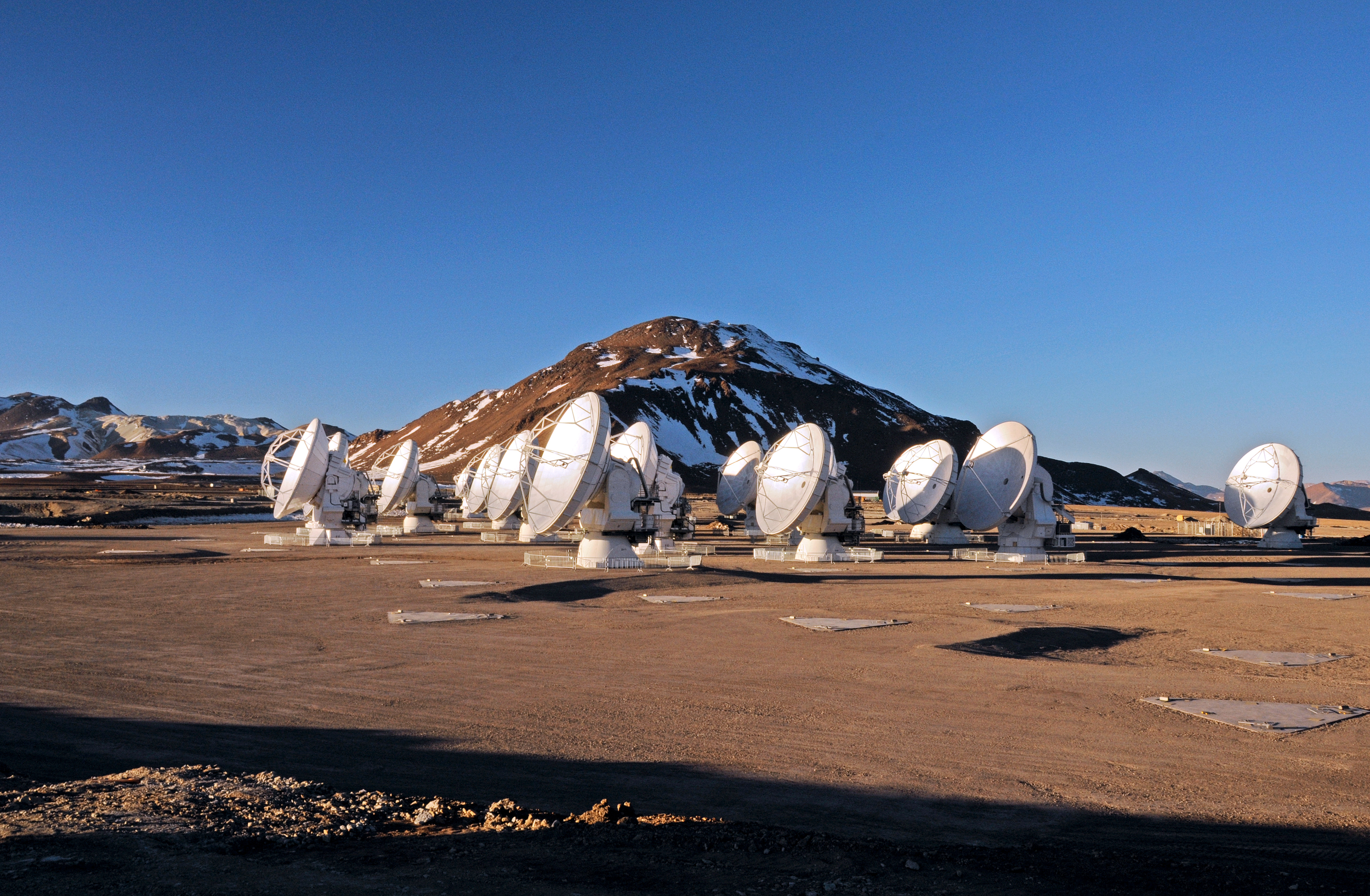
位於智利阿塔卡瑪沙漠的阿塔卡瑪大型毫米及次毫米波陣列（ALMA）

觀測的前置作業包含發展及部署次毫米雙極化接受器、使能夠在230 – 450吉赫（3.5毫米）運行的高穩定頻率標準、更高頻寬的VLBI後端和記錄器，以及運行新的次毫米觀測站。對參與計畫的成員，必須派研究人員前往觀測設施，改裝它們硬體、安裝新的數位訊號處理器和數據記錄器。2006年第一次接收數據以來，逐漸有許多來自世界各地的天文觀測單位加入。經過多年，已從一個鬆散、資金不足的團隊，成長為30多所來自12個國家的大學、天文觀測站等研究單位與政府機構參與的國際合作組織。使用Wiki系統架設內部網站，作為研究人員的聯絡平台。
的加入對很關鍵。2014年，科學家在安裝了以氫邁射提供動力的特製原子鐘，取代以往使用銣氣的時鐘以更精準計時。一旦完成，不但將達到與陣列連線的標準，也成為其中儀器最靈敏的一員。它的加入使整體陣列的靈敏度提高10倍（比哈伯望遠鏡還高2000倍），使能觀測對象大幅增加，並填補北半球和南極望遠鏡之間的空缺、提高南北向的訊號覆蓋率。2015年，進行陣列中第一次技術的測試。測試中，與阿塔卡馬探路者實驗（APEX）連線形成2公里長的基線，並觀測經常被拿來當望遠鏡測試指標的0522-364類星體。兩望遠鏡透過網際網路向海斯塔克天文台傳送了5秒的觀測數據，以供研究人員確認系統是否正常運作。由於完整的數據量過於龐大，存在硬碟中郵寄去資料處理中心是最快的傳輸方式。研究團隊表示該次測試很成功。
位於南極點的南極望遠鏡於2015年加入計畫。由於其位於地球軸點上和高海拔，擁有很乾燥的空氣，適合進行長期觀測。事件視界望遠鏡於2015年時已擁有9年的觀測數據，但當時的資料僅來自三座參與計畫的天線，尚不足以計算出黑洞事件視界的影像。之後陸續將有更多觀測臺加入陣列的全球電波望遠鏡網路，計畫希望能在法國、格陵蘭、美國等地增加站點。該計畫預計於2017年攝得銀河的超大質量黑洞、人馬座A*的第一張影像。

## 觀測計畫

### 連線觀測
事件視界望遠鏡計畫每年只會進行一次連線觀測，時間依各天文台觀測排程、天候、以及那個時期人馬座A*和是否同時在天上而定。2006年為第一次觀測，有三座望遠鏡參與連線。於2007年開始觀測人馬座A*、2009年開始觀測，雖然早期角解析度相對低，數據也產生了許多重要的科學成果。經過多年籌備，近幾年事件視界望遠鏡的技術逐漸達到目標所要求的標準。計畫開始以來天文學家持續協調多座望遠鏡的觀測時間，也為各觀測站配置觀測所需儀器。因觀測的波長處於會被水氣吸收的波段，觀測受天氣影響很大，而大多數站點一般在冬季時會有較穩定的天氣。
2017年4月，第一次有夠多的參與成員，使陣列達到足以觀測事件視界的角解析度。由哈佛大學「黑洞倡議計畫」的辦公室改裝而成的觀測指揮中心會在4月5日至14日、共十天期間，每天開會決定是否進行觀測，一共會觀測五天。觀測的頭三個晚上所有觀測站的天氣和儀器情況都非常好。最後天文學家不得不中斷觀測兩天，讓工作人員休息、維護儀器，再完成剩下兩天的觀測。全球毫米波特長基線陣列更早也在4月1至4日觀測人馬座A*。其中將觀測重點放在銀河系中心區域的吸積和噴流，而則嘗試取得黑洞剪影的影像。在此之前，也曾觀測過兩黑洞周圍的環境，然這是第一次加入和南極望遠鏡。為兩陣營重要的成員，除了因其為最大、最靈敏的望遠鏡外，也因其位於南半球。天文學家已能用第一批影像驗證某些愛因斯坦重力理論的基本預測，電波天文學家海諾·法爾克（Heino Falcke）並表示這些影像能讓黑洞從某種神祕物體，變成可以研究的實體。然而因南極的人員必須在那度過南半球的冬天，硬碟要等到同年十月後才能運出來，整個陣列的數據至少等到該年底或2018年初才會處理完畢並公佈觀測影像。
未來，天文學家將繼續發展能提高解析度的技術、新的運算方法等，如將觀測頻率提升至345吉赫，也就是以0.87毫米的波長觀測。現在的230吉赫足夠觀察到黑洞的吸積流，而345吉赫將能看得更深，對光子軌道進行觀測。天文學家也希望將來能做出即將消失於黑洞之中的物質繞行事件視界的動態影像。格陵蘭望遠鏡預計於2018年加入EHT，且也希望能加入位於非洲以及太空中的站點。

### 全球毫米波特長基線陣列
全球毫米波特長基線陣列（英語：GMVA）是個類似事件視界望遠鏡的電波望遠鏡觀測網路，其成員有位於夏威夷的次毫米波陣列望遠鏡、智利的（同時也為成員）、美國的綠堤望遠鏡，以及法國、德國、西班牙、芬蘭、瑞典等世界各處的電波望遠鏡。兩個陣營的差別在於GMVA觀測波長為3毫米，而在1.3毫米。兩者將合作觀測人馬座A*與M87的黑洞。

## 成果
以下列出2006年至2016年的重要觀測成果：
- 若人馬座A*和M87沒有事件視界，則繞行於周圍的吸積流將加熱其表面時，使表面輻射的光譜在近紅外光波段產生峰值。然而，並無觀測到此現象，這表示它們應該擁有事件視界，而擁有事件視界即為黑洞的定義[10]。

- 觀測數據嚴格限制了人馬座A*和M87的模型類別。從兩者模型看來，它們的旋轉向量相對於觀測方向顯著傾斜，吸積盤的邊緣比盤面離地球更近。

- 廣義相對論預測強大的重力將導致黑洞附近的物體從遠處看比實際還大。在考慮星際介質造成的散射之後，天文學家觀測到的毫米波輻射影像大小比理論值還要小30%。對觀測值的其中一個解釋為毫米波輻射源自吸積盤，其旋轉造成的都卜勒效應使輻射在吸積盤旋近與旋離的兩端呈不對稱的分佈[33][34][35]。

- 天文學家觀測到來自人馬座A*發出輻射的亮度會隨時間變化，但發射區域的大小並沒有隨之而變動。雖然產生這種改變的機制尚不清楚，但的數據顯示這種改變出現在非常靠近黑洞的吸積流上。

- 來自中央的輻射顯示黑洞正在快速旋轉；同時，天文學家觀測到其巨大的噴流的來源，推論該高速噴流為磁場所造成[11][36]。

## 計畫參與者

### 陣列成員
陣列成員表列如下：
- 赫茲望遠鏡（ARO/SMT）
- 阿塔卡馬探路者實驗（APEX）
- 阿塔卡马亚毫米望远镜实验（ASTE）
- 毫米波天文学研究用组合阵列（CARMA）
- 加州理工學院次毫米天文台（CSO）
- IRAM 30米望遠鏡（IRAM）
- 麥克斯威爾望遠鏡（JCMT）
- 大型毫米波望遠鏡（LMT）
- 次毫米波陣列望遠鏡（SMA）
- 阿塔卡瑪大型毫米及次毫米波陣列
- 北方擴展毫米陣列（NOEMA）
- 南極望遠鏡（SPT）

### 合作單位
於2012年辦了第一次會議後，於2014年、2016年也舉行了第二、三次的會議，邀請資助計畫的組織參與。參與人員會在會議中回顧的目標、理論的改進、數據分析、技術發展、觀測策略，以及計畫組織等。
官方網站列出的合作單位：
- 阿塔卡馬大型毫米波/次毫米波陣列
- 阿塔卡馬探路者實驗
- 中央研究院天文及天文物理研究所
- 亞利桑那電波天文台（亞利桑那大學）
- 加州理工學院次毫米天文台
- 毫米波天文學研究用組合陣列
- 歐洲南天天文台
- 喬治亞州立大學
- 法蘭克福大學
- 格陵蘭望遠鏡
- 哈佛－史密松天體物理中心
- 次毫米波陣列望遠鏡
- 麻薩諸塞大學阿默斯特分校
- 國家天文物理、光學與電子學研究所（英语：National Institute of Astrophysics, Optics and Electronics）
- IRAM 30米望遠鏡 - 毫米波電波天文研究所（英语：Institut de Radio Astronomie Millimetrique）
- 麥克斯威爾望遠鏡
- 大型毫米波望遠鏡
- MIT計算機科學與人工智慧實驗室
- MIT海斯塔克天文台
- 馬克斯·普朗克外空物理學研究所
- 馬克斯普朗克電波天文研究所
- 日本國立天文台
- 美國國家電波天文台
- 美國國家科學基金會
- 昂薩拉太空天文台
- 圓周理論物理研究所
- 奈梅亨拉德伯德大學
- 中國科學院上海天文台
- 康塞普西翁大學
- 墨西哥國立自治大學
- 加州大學柏克萊分校 - 電波天文學實驗室（英语：Radio Astronomy Laboratory）
- 芝加哥大學（南極望遠鏡）
- 伊利諾大學厄巴納-香檳分校
- 密西根大學

## 備註
1. ↑  傳統的頻率為86吉赫、波長3.5毫米[1]
2. ↑  一種將信號在時域（或空域）和頻域之間轉換的線性積分變換
3. ↑  或稱「陰影」
4. ↑  {\displaystyle \textstyle f={\frac {c}{\lambda }}}，頻率＝光速 / 波長

## 資料來源
除另行註明外，以下文獻皆為英文。
1. 1 2 3 4 5   [向更高的觀測頻率邁進]. Event Horizon Telescope.   [2016-10-26]. （原始内容存档于2016-08-13）.
2. 1 2 3 4  Mearian, Lucas.  [大型望遠鏡陣列鎖定黑洞，收集大量數據]. Computer World. 2015-08-18  [2015-08-21]. （原始内容存档于2017-06-03）.
3. 1 2 3 4  Seth Fletcher. . Scientific American. 2017-04-11  [2017-06-13]. （原始内容存档于2017-05-19）.
4. 1 2  Daniel Clery. . Science. 2012-01-27  [2017-03-23]. （原始内容存档于2017-03-23）.
5. 1 2 3 4 5 6 7 8 9 10  Avery E. Broderick; Abraham Loeb. 李沃龍譯. . 科學人 (遠流). 2010-01, (95)  [2017-05-31]. ISSN 1682-2811. （原始内容存档于2017-05-31） （中文（臺灣））.
6. ↑  . 三立新聞網. 2019-04-10  [2019-04-13]. （原始内容存档于2021-08-03） （中文（臺灣））. （页面存档备份，存于）
7. ↑  Dennis Overbye. . 纽约时报. 2019-04-10  [2019-04-10]. （原始内容存档于2019-04-10）. （页面存档备份，存于）
8. ↑  . 中央社 CNA.   [2023-04-10]. （原始内容存档于2022-05-20） （中文（臺灣））.
9. 1 2 3 4 5 6 7 8 9 10  Jonathan Amos. . BBC. 2017-02-16  [2017-05-31]. （原始内容存档于2017-05-03）.
10. 1 2 3 4  Sheperd Doeleman; Eric Agol; Don Backer;  et al. . 2009-06-21. arXiv:0906.3899v1  [astro-ph.CO].
11. 1 2   (PDF). 中央研究院天文及天文物理研究所. 2012-10-12  [2017-05-31]. （原始内容存档 (PDF)于2017-05-31） （中文（臺灣））.
12. 1 2 3   [事件視界望遠鏡 - 科學]. Event Horizon Telescope. 2015-07-24  [2017-01-16]. （原始内容存档于2017-01-16）.
13. 1 2  NSF. . NSF Press Release. 2015-04-21  [2017-03-20]. （原始内容存档于2016-07-31）.
14. 1 2 3  Dimitrios Psaltis; Sheperd S. Doeleman. 李沃龍譯. . 科學人 (遠流). 2015-10, (164). ISSN 1682-2811 （中文（臺灣））.
15. 1 2 3  吳靖雯. . 國家地理雜誌中文網. 2017-01-25  [2017-06-01]. （原始内容存档于2017-02-15） （中文（臺灣））.
16. 1 2 3 4 5  Vincent L. Fish; Kazunori Akiyama; Katherine L. Bouman;  et al. . Galaxies. 2016-07-11  [2017-06-11]. arXiv:1607.03034v1 . （原始内容存档于2020-11-23）.
17. 1 2  . 中研院天聞網.   [2017-06-11]. （原始内容存档于2017-06-11） （中文（臺灣））.
18. 1 2 3 4 5 6  Ron Cowen. . 由胡佳玲翻譯. 國家地理雜誌中文網. 2017-05-17  [2017-06-01]. （原始内容存档于2017-06-01） （中文（臺灣））.
19. 1 2 3 4 5 6  Daniel Clery. . Science. 2017-03-02  [2017-05-31]. （原始内容存档于2017-03-12）.
20. ↑  Brian Vastag. . The Washington Post. 2012-01-23  [2017-03-20]. （原始内容存档于2017-03-20）.
21. 1 2  . EHT.   [2017-06-16]. （原始内容存档于2017-06-16）.
22. ↑  NSF. . National Science Foundation. 2017-04-05  [2017-05-31]. （原始内容存档于2017-05-31）.
23. ↑   [事件視界望遠鏡]. MIT Haystack observatory.   [2016-10-26]. （原始内容存档于2016-09-01）.
24. ↑  Dennis Overbye（英语：Dennis Overbye）.  [黑洞獵人]. New York Times. 2015-06-08  [2017-06-13]. （原始内容存档于2016-01-01）.
25. ↑  . PI.   [2017-06-14]. （原始内容存档于2017-06-14）.
26. ↑  . NRAO Press Release. 2014-06-04  [2017-03-20]. （原始内容存档于2017-02-07）.
27. ↑  . NRAO. 2015-03-05  [2017-06-11]. （原始内容存档于2017-06-11）.
28. ↑  . National Radio Astronomy Observatory. 2017-03-30  [2017-05-31]. （原始内容存档于2017-05-23）.
29. ↑  Webb, Jonathan.  [預計於2017年攝得事件視界的影像]. BBC News. 2016-01-08  [2016-03-24]. （原始内容存档于2016-09-01）.
30. ↑  . Event Horizon Telescope.   [2017-01-16]. （原始内容存档于2017-01-16）.
31. 1 2 3  Lauren Huang（黃珞文）. . 中研院天聞網. 2017-04-05  [2017-05-31]. （原始内容存档于2017-05-31） （中文（臺灣））.
32. 1 2 3 4 5  Lauren Huang（黃珞文）. . 中研院天聞網. 2017-04-05  [2017-05-31]. （原始内容存档于2017-05-31） （中文（臺灣））.
33. ↑  Shep Doeleman; Chris Beaudoin; Michael Titus;  et al.  (PDF). EHT Collaboration. 2011-11-22  [2017-06-14]. （原始内容存档 (PDF)于2017-06-14）.
34. ↑  Arne Grenzebach. . Springer. 2016  [2017-06-14]. ISBN 9783319300665. （原始内容存档于2020-12-13）.
35. ↑  Sheperd S. Doeleman; Jonathan Weintroub; Alan E. E. Rogers;  et al.  (PDF). Nature (Macmillan Publishers). 2008, (455)  [2017-06-14]. doi:10.1038/nature07245.
36. ↑  黃珞文; 卜宏毅. . 中研院天聞網. 2015-12-04  [2017-05-31]. （原始内容存档于2017-05-31） （中文（臺灣））.
37. ↑  . EHT. 2017-03-17  [2017-06-11]. （原始内容存档于2017-06-10）.
38. ↑  . PI.   [2017-06-14]. （原始内容存档于2017-06-14）.
39. ↑  . CfA.   [2017-05-31]. （原始内容存档于2017-05-31）.
40. ↑   [事件視界望遠鏡 - 貢獻者]. Event Horizon Telescope. 2017-03-17  [2017-06-10]. （原始内容存档于2017-06-10）.

## 延伸閱讀
科普文章：
- .   [2017-05-31]. （原始内容存档于2020-12-11）. （页面存档备份，存于） ESO網站的EHT原理介紹.
- .   [2017-06-13]. （原始内容存档于2017-05-19）. （页面存档备份，存于） 2017年4月的觀測情形.

學術文獻：
- .   [2017-06-11]. （原始内容存档于2020-11-23）. （页面存档备份，存于） 2016年關於EHT成像技術的論文.
- Arne Grenzebach. . Springer. 2016  [2017-06-14]. ISBN 9783319300665. （原始内容存档于2020-12-13）. （页面存档备份，存于）

## 外部連結
- 官方网站
- 事件視界望遠鏡的Facebook專頁
- 事件視界望遠鏡的X（前Twitter）
- YouTube上的事件視界望遠鏡頻道
- EHT "Ask Me Anything" (AMA) serie （页面存档备份，存于） on reddit
- The Next Generation Event Horizon Telescope （页面存档备份，存于）